# Trò chơi điện tử Giải vô địch bóng đá thế giới
FIFA đã cấp phép cho các trò chơi điện tử của giải vô địch bóng đá thế giới kể từ năm 1986, trong đó chỉ có một vài người được các nhà phê bình đánh giá tích cực, nhưng với sự phổ biến của cuộc thi, tất cả họ đều đã tích cực trên thị trường và giấy phép là một trong những trò chơi được săn đón nhiều nhất. Ban đầu nằm trong tay của U.S. Gold, Electronic Arts đã mua nó vào năm 1997 và là chủ sở hữu hiện tại.

## World Cup Carnival (Mexico '86)
World Cup Carnival được phát hành bởi U.S. Gold, được cho là khởi đầu tồi tệ nhất mà một nhượng quyền thương mại có thể phải chịu đựng. Trong khi giấy phép đã được mua lại với thời gian rảnh rỗi và đã được kế hoạch cẩn thận, các vấn đề nội bộ đã cản trở sự phát triển của dự án cho đến khi nó không thể hoàn thành bất kỳ nơi nào gần một ngày thương mại có thể sử dụng được. Khi México '86 đã đến gần hơn, U.S. Gold đã quyết định giành được quyền của một trò chơi cũ, World Cup Football bởi Artic, phù hợp với các vật phẩm được cấp phép phù hợp và tiếp thị nó như một danh hiệu mới mang tính cách mạng. Tuy nhiên, nỗ lực muộn này đã nhận được sự hoài nghi từ tất cả trong ngành công nghiệp trò chơi điện tử: game thủ, nhà bán lẻ và người xem xét đánh giá, và bắt đầu một xu hướng của trò chơi "ít hơn những gì được mong đợi" dựa trên giấy phép bóng đá. Nó được xuất bản trên C64, ZX Spectrum và Amstrad CPC.

## World Cup Soccer: Italia '90
Virgin Mastertronic được phát hành trò chơi máy tính gia đình chính thức của Cúp bóng đá thế giới 1990. Nó được phát hành trên Amiga, Amstrad CPC, Atari ST, Commodore 64, DOS và ZX Spectrum. Giống như trò chơi năm 1986, điều này đã thực sự là một trò chơi hiện có được làm lại (World Trophy Soccer). Trò chơi được trình bày trong tầm nhìn của một con chim nhưng khi người chơi đến gần mục tiêu, nó chuyển sang chế độ xem 3D của khu vực hình phạt và người chơi phải cố gắng ghi bàn trước khi hậu vệ đến trên màn hình. Người chơi chỉ có thể chọn chơi như Anh, Bỉ, Ý hoặc Tây Ban Nha. Các đội tuyển không có dải màu chính xác và giải đấu không giống với Cúp Thế giới thực sự.
Virgin cũng phát hành các trò chơi bàn điểu khiển chính thức ở châu Âu như World Cup Italia '90 cho Sega Mega Drive và bàn điều khiển Master System. Phiên bản Mega Drive là một cổng của World Championship Soccer. Phiên bản Master System là một trò chơi khác, cũng được phát hành dưới tên Super Futebol II ở Brasil.
Một số trò chơi không chính thức cũng đã được phát hành bao gồm Ý 1990 bởi những người có giấy phép trước đó là U.S. Gold.

## World Cup USA '94
Trò chơi này từ U.S. Gold đã được chuyển đến hầu hết các nền tảng hoạt động trong ngày: DOS, Amiga, Mega Drive/Genesis, Sega CD, Master System, SNES và thiết bị cầm tay Game Boy và Game Gear. Phiên bản Sega CD bao gồm một đĩa CD soundtrack gồm có hai bài hát của Scorpions và FMV views 3D render của các sân vận động được sử dụng trong cuộc thi.

## World Cup 98 (Pháp)
Lần đầu tiên trong một trò chơi bóng đá, bộ trang phục đội tuyển quốc gia chính xác đã được giới thiệu hoàn chỉnh với biểu trưng nhà sản xuất trang phục và hàng hóa chính thức. Trò chơi được xây dựng trên được phát hành trước đó: FIFA: Road to World Cup 98, mặc dù nó có một số cải tiến về gameplay nhỏ như thay đổi chiến lược trong trò chơi và định vị chính xác hơn về mặt chiến thuật. Như trong loạt FIFA, World Cup 98 có một bài hát trong thực đơn: "Tubthumping", bởi Chumbawamba. Trò chơi cũng có tính năng thuyết minh của Des Lynam và Gary Lineker trong lịch thi đấu của đội tuyển. Chế độ cổ điển World Cup cũng là một tính năng thú vị, với đồ họa màu đen và màu trắng cổ điển và bình luận của Kenneth Wolstenholme tạo cảm giác xem một trò chơi World Cup cũ. Các đội có thể chơi được cũng bao gồm một số quốc gia không đủ điều kiện cho trận chung kết, nhưng được coi là quá quan trọng để loại trừ. Nó đã được phát hành cho Windows, PlayStation, Nintendo 64 và Game Boy.

## 2002 FIFA World Cup (Hàn Quốc/Nhật Bản)
Một hợp nhất giữa các công cụ trò chơi của FIFA 2002 và FIFA 2003, trò chơi vẫn còn kết hợp thanh năng lượng cho các mũi chích ngừa và vượt qua nhưng với đường cong học tập dốc hơn và cơ hội bị phạt nặng hơn bởi trọng tài trận đấu. Bộ trang phục đội tuyển quốc gia là chính xác cùng với chân dung cầu thủ và sân vận động của Giải vô địch bóng đá thế giới 2002. Không giống như các trò chơi trước đó trong loạt FIFA, trò chơi đã có một bản nhạc gốc được trình diễn bởi Dàn nhạc giao hưởng Vancouver.
Nó được phát hành cho Windows, PlayStation, PlayStation 2, Nintendo GameCube, và Xbox.

## 2006 FIFA World Cup (Đức)
Được tạo bởi EA Sports và được phát hành trong hai tuần qua của tháng 4 năm 2006. Trò chơi này không chỉ có trận chung kết Giải vô địch bóng đá thế giới mà còn có sáu vòng loại khu vực. Có 127 đội tuyển quốc gia. Bạn cũng có thể tạo ra một cầu thủ và đưa vào đội tuyển yêu thích của bạn. Có những cải tiến nhỏ trong trò chơi trên FIFA 06. Chế độ thách thức toàn cầu bao gồm 40 thách thức dựa trên các trận đấu kinh điển của Giải vô địch bóng đá thế giới hoặc các trận đấu vòng loại. Chế độ Shoot-Out hình phạt cung cấp trải nghiệm thực tế hơn.

## 2010 FIFA World Cup (Nam Phi)
Các đội tuyển bao gồm đã được xác nhận bởi Electronic Arts vào ngày 17 tháng 2 năm 2010. Trò chơi này có 199 trong số 204 đội tuyển quốc gia đã tham gia vào quá trình vòng loại Giải vô địch bóng đá thế giới 2010. Electronic Arts nói rằng họ đã bao gồm mỗi đội tuyển mà FIFA đã cho phép họ sử dụng, với một số người khác không được phép vì "nhiều lý do". Năm đội tuyển đã bốc thăm cho vòng loại World Cup nhưng không được bao gồm trong trò chơi là các đội tuyển châu Phi: Cộng hòa Trung Phi, Eritrea, São Tomé và Príncipe, và các đội tuyển châu Á: Bhutan và Guam. Tất cả năm đội đã rút lui khỏi vòng loại trước khi nó bắt đầu. Ngoài ra, trò chơi không bao gồm Brunei, Lào, Papua New Guinea và Philippines, những người không tham gia vòng loại World Cup.
Trò chơi bao gồm tất cả 10 địa điểm được sử dụng tại Giải vô địch bóng đá thế giới 2010, cũng như các sân vận động từ mỗi khu vực vòng loại và một loạt của các sân vận động "chung".

## 2014 FIFA World Cup (Brasil)
Trò chơi có tất cả 203 đội tuyển quốc gia đã tham dự vào quá trình vòng loại Giải vô địch bóng đá thế giới 2014. Các đội tuyển quốc gia Bhutan, Brunei, Guam, Mauritania và Nam Sudan, tất cả đều không tham gia vào vòng loại Giải vô địch bóng đá thế giới, và Mauritius đã rút lui trước khi thi đấu bất kỳ trận đấu nào, không có trong trận này.
Trò chơi này bao gồm tất cả 12 địa điểm được sử dụng tại Giải vô địch bóng đá thế giới 2014, cũng như các sân vận động từ mỗi khu vực vòng loại và một loạt của các sân vận động "chung".
Ngoài ra còn có một trò chơi thẻ sưu tập được cấp phép EA cho Android và iOS: 2014 FIFA World Cup Brazil World-class Soccer. Trò chơi này được phát hành ở Nhật Bản và chỉ có Trung Quốc đại lục.

## FIFA 18 DLC (Nga '18)
Vào ngày 30 tháng 4 năm 2018, EA đã công bố mở rộng miễn phí cho FIFA 18 dựa trên Giải vô địch bóng đá thế giới 2018, bao gồm tất cả 32 đội tuyển đang tham gia (và những đội đã có mặt trong FIFA 18) và tất cả 12 sân vận động được sử dụng tại Giải vô địch bóng đá thế giới 2018. Bản cập nhật này được phát hành vào ngày 29 tháng 5 trên PlayStation 3, PlayStation 4, Xbox 360, Xbox One, Windows, và Nintendo Switch, với bản cập nhật cho thiết bị di động sau này, vào ngày 6 tháng 6. Tiền xu chuyển qua từ trò chơi Ultimate Team thực sự và không có thị trường chuyển nhượng, nghĩa là tất cả người chơi phải được lấy từ các gói.